# 安托西亞
50°16′27″N 25°9′19″E / 50.27417°N 25.15528°E
安托西亞（烏克蘭語：Антося），是烏克蘭西部的村莊，隸屬利維夫州的佐洛奇夫區。該村面積0.42平方公里，2001年該村落人口166，人口密度每平方公里391人。